# Michel Marulle
Michael Tarchianota, mieux connu dans la République des Lettres sous le nom de Michael Marullus ou de Marullus tout court, ou bien de Michel Marulle dans les lettres françaises, né à Constantinople en 1453, dans une famille notable, fils de Manilios Maroulos (Μανίλιος Μάρουλος) et d'Euphrosyne Tarchianoti (Ευφροσύνη Ταρχανιώτη), était  un érudit de la Renaissance, poète néolatin, humaniste et soldat.

## Biographie
Juste après sa naissance, sa famille doit fuir Constantinople, tombée aux mains des Turcs. Elle passe à Raguse (1454-1464), avant de suivre le duc de Leucade Léonard III Tocco à Naples, où Marulle devint homme de guerre dès 1471. Il combattit dans diverses troupes de mercenaires, mais fut surtout l'un des plus réputés poètes latins de son temps.
Il partit combattre en Scythie (c'est-à-dire, pour traduire son langage humaniste, en Moldavie) dès 1471, participa à la bataille de Vaslui (1475), puis à la guerre contre les Goths (c'est-à-dire les Tatars de Crimée) à Mangoup (1475), la guerre avortée de Sixte IV contre Florence (1478), la Bataille d'Otrante contre les Turcs (1480), la guerre de Venise contre Ferrare (1482), la bataille de Villach contre les Turcs (1492) et finalement la campagne d'Italie du roi Charles VIII (1494-1495) à Naples.
En 1497, il revient à Florence où il se fait rapidement connaître par ses suaves élégies latines et où il fit rapidement partie du cercle de Laurent le Magnifique. Il épousa dans cette ville la grande érudite Alessandra Scala, fille du chancelier florentin.

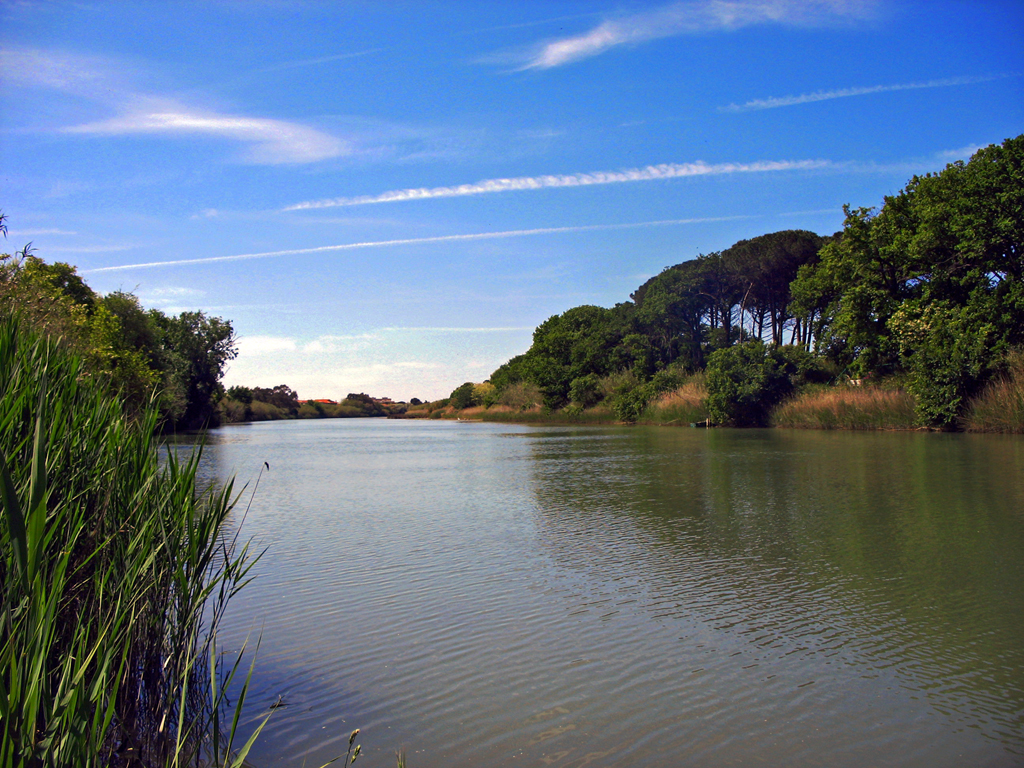
Le fleuve Cecina

En 1500, il reprend les armes pour Catherine Sforza contre Louis XII et meurt tragiquement le 11 avril 1500 en se noyant, près de Volterra, dans le fleuve Cecina qu'il traversait à cheval.
Ses Epigrammata de 1493 et ses Hymni de 1489 à 1492 (quatre livres dédiés à Lorenzo di Pierfrancesco de Médicis, Jean le Popolano, Pierre II de Médicis et Antonio Sanseverino), réunis en 1497 sous le titre d'Epigrammata, nous révèlent un écrivain au ton personnel et plein de sensibilité.
L'admirable portait que fit de lui Botticelli a transmis jusqu'à nous le visage vivant et animé de ce poète d'un autre temps.
Son influence fut très grande dans les lettres vulgaires tant françaises qu'italiennes, par exemple dans l'œuvre de Ronsard.